# Lur

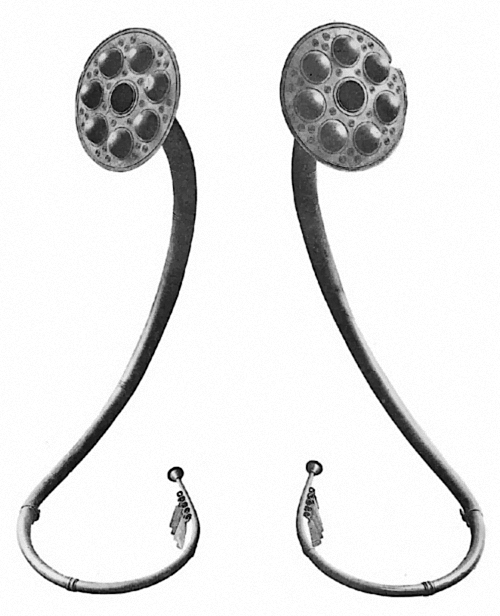
Lurs de bronce encontrados en Brudevælte Mose, en el noreste de Lynge en Selandia (Dinamarca).

Lur, también luur o lure, es el nombre que reciben dos instrumentos de viento diferentes. El más moderno es un cuerno fabricado en madera que se usó en Escandinavia desde el siglo VII. El más antiguo estaba construido en bronce y data de la Edad del Bronce. Estos últimos se encontraron enterrados en pares simétricos en pantanos de Dinamarca principalmente. En total se han descubierto 63 lurs de metal: 39 en Dinamarca (incluidos los ejemplares que se perdieron) y 24 en Suecia, Noruega, el norte de Alemania y Estonia.

## Lur de madera
Se trata de cuernos de madera recubiertos de corteza de abedul. Estos lurs son tubos cónicos de madera de alrededor de un metro de largo con un orificio en el extremo para soplar con o sin boquilla. No tienen agujeros para los dedos y se tocan como un instrumento de metal moderno. 
Las primeras referencias a un instrumento llamado lur proceden de las sagas islandesas, en las que se describe como un instrumento de guerra que sirve para reunir las tropas y asustar al enemigo. 
Estos instrumentos también han sido utilizados por granjeros y lecheros para llamar al ganado y guiarlo en los países nórdicos. En el siglo XIX, se recuperó como un símbolo nacional y en la actualidad se utilizan en ocasiones especiales y en la música folclórica de los países escandinavos.

## Lur de bronce

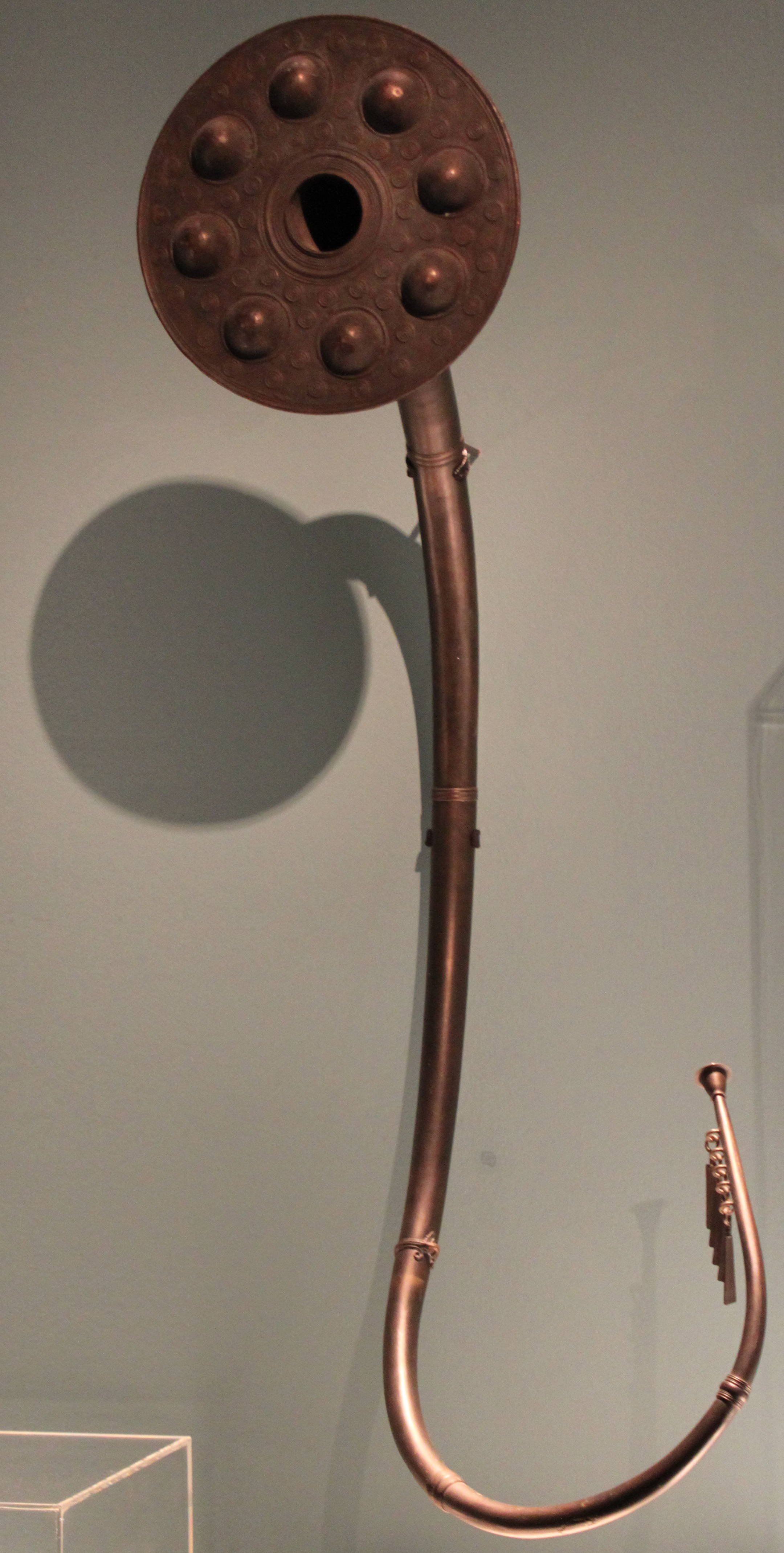
Lur de bronce encontrado en Brudevælte Mose, en el noreste de Lynge en Selandia (Dinamarca)

Es probable que el instrumento de bronce que hoy se conoce como lur no guarde relación con el lur de madera y que fuera nombrado de esa manera por los arqueólogos del siglo XIX por su parecido con los lurs de madera del siglo XIII mencionados por Saxo Grammaticus.
Los lurs de bronce se remontan a la Edad del Bronce nórdica, probablemente a la primera mitad del primer milenio antes de Cristo. A grandes rasgos, se trata de tubos cónicos en forma de S sin agujeros para los dedos. Al final del tubo, tienen una campana, como los instrumentos de viento-metal. El extremo opuesto a la campana es ligeramente acampanado, al igual que la campana de los instrumentos de viento-metal modernos, pero no en la misma medida. Un lur de bronce típico medía alrededor de dos metros de largo. Estos instrumentos suenan como un trombón.